# Marco Amelia
Marco Amelia (Frascati, Provincia de Roma, Italia, 2 de abril de 1982) es un exfutbolista italiano que jugaba como guardameta.

## Selección nacional
Ha sido internacional con la selección de fútbol de Italia en 9 ocasiones. Debutó el 16 de noviembre de 2005, en un encuentro amistoso ante la selección de Costa de Marfil que finalizó con marcador de 1-1.

### Participaciones en Copas del Mundo
| Mundial                        | Sede     | Resultado |
| ------------------------------ | -------- | --------- |
| Copa Mundial de Fútbol de 2006 | Alemania | Campeón   |

### Participaciones en Eurocopas
| Eurocopa                | Sede            | Resultado        |
| ----------------------- | --------------- | ---------------- |
| Eurocopa Sub-21 de 2004 | Alemania        | Campeón          |
| Eurocopa 2008           | Austria & Suiza | Cuartos de final |

### Participaciones en Copas FIFA Confederaciones
| Copa                      | Sede      | Resultado    |
| ------------------------- | --------- | ------------ |
| Copa Confederaciones 2009 | Sudáfrica | Primera fase |

## Clubes
| Club                 | País       | Periodo   |
| -------------------- | ---------- | --------- |
| A. S. Roma           | Italia     | 2000-2001 |
| Livorno Calcio       | Italia     | 2001-2003 |
| U. S. Lecce          | Italia     | 2003-2004 |
| Parma F. C.          | Italia     | 2004      |
| Livorno Calcio       | Italia     | 2004-2008 |
| U. S. Palermo        | Italia     | 2008-2009 |
| Genoa C. F. C.       | Italia     | 2009-2010 |
| A. C. Milan          | Italia     | 2010-2014 |
| Rocca Priora         | Italia     | 2014-2015 |
| Perugia Calcio       | Italia     | 2015      |
| Lupa Castelli Romani | Italia     | 2015      |
| Chelsea F. C.        | Inglaterra | 2015-2016 |

## Palmarés

### Campeonatos nacionales
| Título              | Club        | País   | Año     |
| ------------------- | ----------- | ------ | ------- |
| Serie A             | A. S. Roma  | Italia | 2000-01 |
| Serie A             | A. C. Milan | Italia | 2010-11 |
| Supercopa de Italia | A. C. Milan | Italia | 2011    |

### Copas internacionales
| Título                 | Equipo              | País     | Año  |
| ---------------------- | ------------------- | -------- | ---- |
| Eurocopa Sub-21        | Selección de Italia | Italia   | 2004 |
| Copa Mundial de Fútbol | Selección de Italia | Alemania | 2006 |

## Condecoraciones
| Condecoración                                             | Año  |
| --------------------------------------------------------- | ---- |
| Caballero de la Orden al Mérito de la República Italiana. | 2004 |
| Collar de Oro al Mérito Deportivo.                        | 2006 |
| Oficial de la Orden al Mérito de la República Italiana.   | 2006 |